# 卡齐纳
卡齐纳（英語：Katsina）位于尼日利亚北部，邻近尼日尔边境，是卡齐纳州的首府，人口459,022（2007年）。當地是花生、棉花、皮革、小米等農作物生产中心，此外當地還有生产花生油和钢铁的工厂。原为豪萨人建立的城邦，當地的穆斯林人口主要来自豪萨族和富拉尼人。